# Danny Mora
Danny Mora is een Amerikaans acteur.

## Carrière
Mora begon in 1976 met acteren in de televisieserie Police Story. Hierna heeft hij nog meerdere rollen gespeeld in televisieseries en films zoals Chico and the Man (1976-1977), Hill Street Blues (1981), The Bold and the Beautiful (2001), ER (2004) en The Eye (2008).

## Filmografie[1]

### Films
Uitgezonderd korte films.
- 2019 Love & Debt - als Roy
- 2017 Mad Families - als mr. Jonas
- 2016 As Far as the Eye Can See - als Phillip
- 2016 Offer and Compromise - als Roy
- 2015 Dark Seduction - als Gardener
- 2015 McFarland USA - als Sammy
- 2014 Finding Hope Now - als eerwaarde Sergio Martinez
- 2012 Close Quarters - als Xavier
- 2011 We Have Your Husband – als Gustavo Otero
- 2011 Dragon Eyes – als George
- 2008 Juan Frances: Live – als barkeeper
- 2008 The Eye – als Miguel
- 2006 Gridiron Gang – als mr/ Medina
- 2004 Potosi Rd. – als Pepe
- 2003 Coronado – als sceptische ondervrager
- 1998 Brown's Requiem – als Armando
- 1997 Road Ends – als Henry
- 1992 Only You – als hotel manager
- 1989 The Cellar – als Chilo
- 1988 Bleuberry Hill – als andere D.J. (stem)
- 1986 Stoogemania – als televisie stem (stem)
- 1984 Oh, God! You Devil – als Bellhop
- 1983 Mr. Mom – als automonteur
- 1977 The Sunshine Boys – als Julio

### Televisieseries
Uitgezonderd eenmalige gastrollen.
- 2020 The Expanding Universe of Ashley Garcia - als mr. Lustgarten - 2 afl.
- 2019 - 2020 Briarpatch - als Nacho - 3 afl.
- 2016 - 2017 Lethal Weapon - als Tito Flores - 3 afl.
- 2014 Chop Shop - als Tommy - 5 afl.
- 2004 ER – als Guillermo – 3 afl.
- 2001 The Bold and the Beautiful – als vader Rivera – 6 afl.
- 1979 Quincy, M.E. – als Jose – 2 afl.
- 1976 – 1977 Chico and the Man – als Salvador – 5 afl.